# Muhlenbergia subbiflora
Muhlenbergia subbiflora är en gräsart som beskrevs av Albert Spear Hitchcock. Muhlenbergia subbiflora ingår i släktet muhlygräs, och familjen gräs. Inga underarter finns listade i Catalogue of Life.